# CCP Games
CPP hf. o CCP Games (Crowd Control Productions) es una desarrolladora de videojuegos islandesa con sede en Reykjavik. Novator Partners y General Catalyst habían tenido una participación mayoritaria en la empresa, sin embargo, en septiembre de 2018, CCP fue adquirida por la editora de videojuegos surcoreana Pearl Abyss por 425 millones de dólares. CCP Games es conocida por haber desarrollado Eve Online, juego que fue publicado en 2003 y que a día de hoy sigue activo.

## Historia
CCP fue fundada en junio de 1997 por Reynir Harðarson, Þorolfur Beck Kristjónsson e Ívar Kristjánsson con el propósito de hacer videojuegos de rol multijugador masivo en línea. Con el fin de financiar el desarrollo inicial de Eve Online; CCP desarrolló y publicó un juego de mesa en Islandia llamado Hættuspil ("Juego Peligroso"). Consiguieron vender más de 10.000 copias a unos 80.000 hogares islandeses. En abril de 2000, la compañía, con Sigurður Arnljótsson como CEO, recaudó $2.6 millones, a través de una oferta cerrada organizada por el Banco Kaupthing (ahora Arion banki), de inversores privados en Islandia, incluyendo la empresa telefónica de Islandia Síminn, llegando a los 66 millones de $ en 2011.
Durante el período de su presidencia (1999-2002), la compañía levantó dos rondas de financiación y se aseguró un contrato con la publicadora Simon & Schuster. Aproximadamente la mitad de los 21 empleados iniciales vino de la islandesa OZ Interactive.

## Adquisición de White Wolf Publishing y CCP North America
El 11 de noviembre de 2006, CCP Games anunció que se fusionaba con White Wolf Publishing. Con dicha fusión, la compañía planeaba producir los "juegos más innovadores de la industria combinando sistemas online y offline". Mientras CCP Games creaba juegos en línea basados en las propiedades de White Wolf Publishing, White Wolf Publishing se dedicaba a crear juegos de cartas basados en Eve Online.
El 3 de octubre de 2007, contrataron 100 programadores y crearon la subsidiaria CCP North America, la cual compartiría las instalaciones con White Wolf Publishing en Stone Mountain, Georgia. El presidente de White Wolf Publishing, Mike Tinney, fue promocionado a director de esta nueva empresa.
En febrero de 2011, CCP Games anunció la intención de ampliar su plantilla de 150 personas a 300 y de mover el estudio a Decatur, Georgia.
Sin embargo, cuando la compañía tuvo que despedir al 20% de su plantilla, la mayor afectada fue CCP North America.
El 27 de febrero de 2012, Tinney renunció de su cargo para centrarse en una nueva startup basa en juegos y salud, UtiliFIT.
En diciembre de 2013, otras 15 personas pertenecientes al desarrollo de World Of Darkness Online fueron despedidas.
El 29 de octubre de 2015, White Wolf Publishing fue adquirida por Paradox Interactive por una cantidad desconocida. Con dicha compra, Parados Interactive se hacía con todos los derechos y propiedades de la publicadora, incluyendo World of Darkness Online.

## Restructuración (2011-2017)

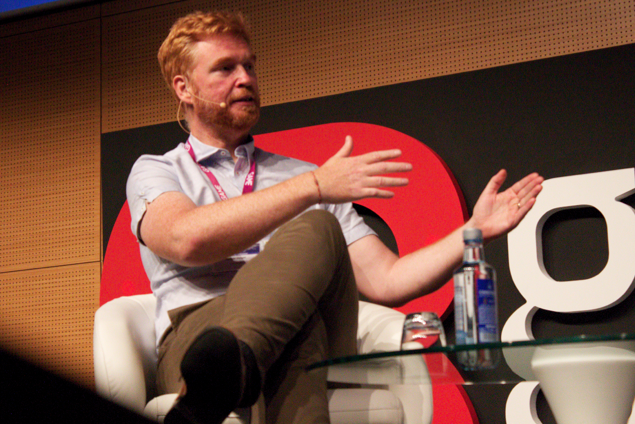
Hilmar Veigar Pétursson, CEO de CCP Games

A finales de 2011, CCP Games publicó un comunicado en el que admitía a su comunidad que habían cometido un error publicando la expansión Incarna en el estado de desarrollo en el que se encontraba. A consecuencia de ello y las protestas masivas por parte de los jugadores de Eve Online, la compañía cambió su foco de World of Darkness hacia Eve Online de nuevo. Con la restructuración llegó el despido del 20% de la plantilla. Pese a la reducción de plantilla, CCP Games reivindicó que el desarrollo de Eve Online era más fuerte que nunca y que la empresa seguiría creciendo. CCP Games confirmó que habían dejado de lado la expansión Incarna/Ambulation para poder centrarse en las mecánicas principales del juego.
En octubre de 2011, después de una gran controversia por la introducción de microtransacciones en EVE Online, la empresa comunicó que reduciría su plantilla un 20%.
El 28 de agosto de 2014, CCP Games cerró su estudio en San Francisco para centrar sus esfuerzos en EVE Online. A su vez, el CFO Joe Gallo y el CMO David Reid renunciaron a sus cargos.
En 2015 ninguno de los fundadores originales de CCP Games seguía en la compañía.
El 30 de octubre de 2017, abandonaron el desarrollo de juegos de realidad virtual y con ello cerraron su estudio en Atlanta y vendieron el de Newcastle, lo cual afectó a unos 100 empleados.

## Adquisición por Pearl Abyss (2018-presente)
Pearl Abyss la editora surcoreana de Black Desert Online, anunció el 6 de septiembre de 2018 que habían adquirido CCP Games por 425 millones de dólares. Los estudios de desarrollo en Reykjavik, Londres y Shanghái continuarían bajo CCP Games, mientras que las funciones de publicación y marketing de CCP serían integradas en Pearl Abyss. En el momento de la venta, CCP Games tenía 250 empleados en sus 3 estudios.